# Merci les filles
Merci les filles (Odd Man Out) est une série télévisée américaine en treize épisodes de 22 minutes créée par Jillian Tohber et diffusée entre le 24 septembre 1999 et le 7 janvier 2000 sur le réseau ABC.
En France, la série a été diffusée à partir du 8 avril 2000 sur France 2 puis rediffusée sur Filles TV et sur Canal J.

## Synopsis
Cette série met en scène le quotidien d'Andrew Whitney, un jeune homme de quinze ans, qui vit entourée de filles : ses trois sœurs, sa tante et sa mère célibataire. Outre le fait qu'il manque cruellement d'intimité, Andrew doit également supporter les problèmes de son meilleur ami, Keith, amoureux de sa sœur aînée...

## Distribution
- Erik von Detten (VF : Romain Redler) : Andrew Whitney
- Natalia Cigliuti (VF : Sylvie Jacob) : Paige Whitney
- Vicki Davis (de) (VF : Dorothée Pousséo) : Valerie « Val » Whitney
- Marina Malota : Elizabeth Whitney
- Trevor Fehrman (en) (VF : Charles Pestel) : Keith Carlson
- Jessica Capshaw (VF : Michèle Lituac) : Tante Jordan
- Markie Post (VF : Dominique Westberg) : Julia Whitney

## Épisodes
1. Le Premier Club d'amies (The First Girlfriend's Club)
2. Inversion (Good Will Hunting)
3. L'Insoutenable Vérité (The Unbelievable Thruth)
4. Le « Top model » (The Road to Caracus)
5. Rencontre sur le Net (You've Got Female)
6. Le Batman de ces dames (Batman Forever)
7. Au nom du père (In the Name of the Father)
8. Querelles et Séduction (Fight Club)
9. Espoirs déçus (Great Expectatons)
10. La Chute (Punch Line)
11. Ah les femmes ! (Little Women)
12. Le Meilleur Ami de mon père (What About Bob?)
13. Une vie de chien (My Life As A Dog)